# فردریک چپمن (بازیکن فوتبال)

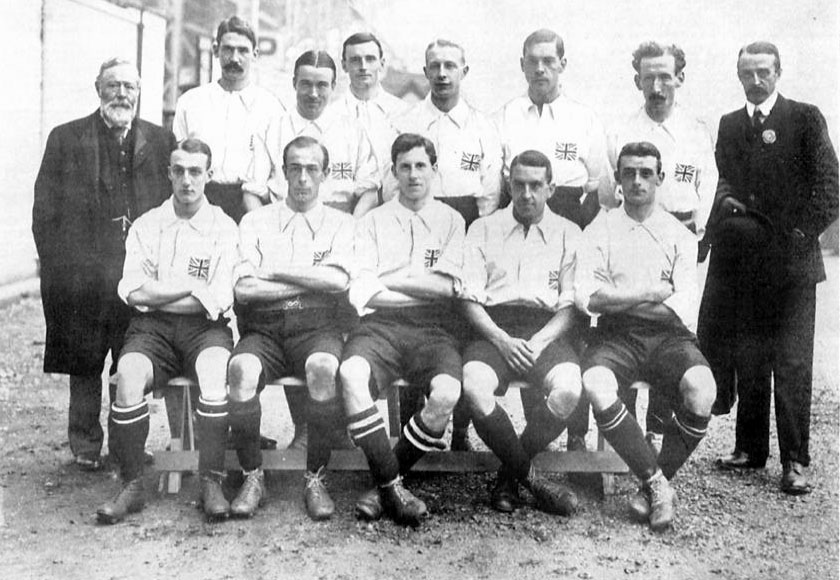
تیم ملی فوتبال آماتور انگلیس، لندن ۱۹۰۸

فردریک چپمن (انگلیسی: Frederick Chapman؛ ۱۰ مهٔ ۱۸۸۳ – ۷ سپتامبر ۱۹۵۱) یک بازیکن فوتبال اهل بریتانیا بود.